# Малый Терек
Ма́лый Те́рек (кабард.-черк. Тэрч цӏыкӏу) — село в Терском районе республики Кабардино-Балкария. Входит в состав муниципального образования «Сельское поселение Терекское».

## География
Селение расположено в северо-восточной части Терского района, на левом берегу Малокабардинского канала. Находится в 5 км к югу от сельского центра — Терекское, в 30 км к северо-востоку от районного центра Терек и в 85 км от города Нальчик.
Граничит с землями населённых пунктов: Терекское на севере и Ново-Хамидие на востоке.
Населённый пункт расположен на наклонной Кабардинской равнине, в переходной от предгорной в равнинную, зоне республики. Средние высоты на территории села составляют 184 метров над уровнем моря. Рельеф местности представляет собой в основном предгорную волнистую равнину, переходящие на юге в склоны Арикского хребта.
Гидрографическая сеть представлено в основном главной артерией Малокабардинского канала, тянущегося к югу от села. К северо-западу от села проходит одно из его ответвлений — канал Куян.
Климат влажный умеренный с тёплым летом и прохладной зимой. Среднегодовая температура воздуха составляет около +10,5°С, и колеблется от средних +23,2°С в июле, до средних -2,5°С в январе. Минимальные температуры зимой редко отпускаются ниже -10°С, летом максимальные температуры превышают +35°С. Среднегодовое количество осадков составляет около 600 мм. Основная часть осадков выпадает в период с апреля по июнь. Основные ветры — северные и северо-западные. В конце лета возможны суховеи, вызванные воздействием воздушных течений исходящими из Прикаспийской низменности.

## История
Селение основано в 1949 году, как рабочий посёлок при котором находился сортоиспытательный участок научно-исследовательского института. В том же году новый населённый пункт был включён в состав сельсовета Терекское.
В 2013 году из-за аварийного состояния домов, было принято решение переселить жителей села. Из-за отдалённости населённого пункта от сельского центра, в ходе этой программы население посёлка решено переселить в село Терекское, основав для них новую улицу, а населённый пункт упразднить.

## Население
| 2002 | 2010 | 2021 |
| ---- | ---- | ---- |
| 71   | ↘53  | ↘12  |

Национальный состав
По данным Всероссийской переписи населения 2002 года, 86 % населения села составляли кабардинцы.
Половозрастной состав
По данным Всероссийской переписи населения 2010 года:
| Возраст     | Мужчины, чел. | Женщины, чел. | Общая численность, чел. | Доля от всего населения, % |
| ----------- | ------------- | ------------- | ----------------------- | -------------------------- |
| 0 — 14 лет  | 5             | 4             | 9                       | 17,0 %                     |
| 15 — 59 лет | 20            | 12            | 32                      | 60,4 %                     |
| от 60 лет   | 5             | 7             | 12                      | 22,6 %                     |
| Всего       | 30            | 23            | 53                      | 100,0 %                    |

Мужчины — 30 чел. (56,6 %). Женщины — 23 чел. (43,4 %).
Средний возраст населения — 34,5 лет. Медианный возраст населения — 33,1 лет.
Средний возраст мужчин — 31,3 лет. Медианный возраст мужчин — 30,5 лет.
Средний возраст женщин — 38,6 лет. Медианный возраст женщин — 35,9 лет.